# Arrondissement di Saintes
L'arrondissement di Saintes è un arrondissement dipartimentale della Francia situato nel dipartimento della Charente Marittima, appartenente alla regione della Nuova Aquitania.

## Storia
Fu creato nel 1800 sulla base dei preesistenti distretti.

## Composizione
L'arrondissement è composto da 88 comuni raggruppati in 7 cantoni:
- cantone di Chaniers
- cantone di Saint-Jean-d'Angély
- cantone di Saint-Porchaire
- cantone di Saintes
- cantone di Saintonge Estuaire
- cantone di Saujon
- cantone di Thénac

| Controllo di autorità | VIAF (EN) 131144648610947215526 |